# 998
| Calendário gregoriano                                                        | 998 CMXCVIII                                         |
| Ab urbe condita                                                              | 1751                                                 |
| Calendário arménio                                                           | 447 – 448                                            |
| Calendário bahá'í                                                            | -846 – -845                                          |
| Calendário budista                                                           | 1542                                                 |
| Calendário chinês                                                            | 3694 – 3695 Início a 31 de janeiro (aproximadamente) |
| Calendário copta                                                             | 714 – 715                                            |
| Calendário etíope                                                            | 990 – 991                                            |
| Calendários hindus - Vikram Samvat - Calendário nacional indiano - Cáli Iuga | 1053 – 1054 919 – 920 4098 – 4099                    |
| Calendário Holoceno                                                          | 10998                                                |
| Calendário islâmico                                                          | 388 – 389                                            |
| Calendário judaico                                                           | 4758 – 4759                                          |
| Calendário persa                                                             | 376 – 377                                            |
| Calendário rúnico                                                            | 1248                                                 |
| Calendário solar tailandês                                                   | 1541                                                 |

998 (CMXCVIII na numeração romana) foi um ano comum do século X do Calendário Juliano, da Era de Cristo, teve início a um sábado e terminou também a um sábado, a sua letra dominical foi B (52 semanas).
No  território que viria a ser o reino de Portugal estava em vigor a Era de César que já contava 1036 anos.
| Ano completo                   |
| ------------------------------ |
| Ano comum com início ao sábado |

## Nascimentos
- Berengário de Tours, teólogo cristão (m. 1088).

## Mortes
- Nicon de Creta - monge e santo bizantino, pregador itinerante (n. 930).